# Railpol
Railpol (ang. European association of Railway Police Force) – istniejąca od 2004 międzynarodowa organizacja zrzeszająca policje kolejowe z krajów Unii Europejskiej, Serbii, Szwajcarii, Wielkiej Brytanii, Kanady oraz USA, mająca na celu podniesienie bezpieczeństwa i zapobieganie zagrożeniom wynikającym z przestępczości w międzynarodowym transporcie kolejowym. Do Railpol należą przedstawiciele 17 państw Unii Europejskiej (Austria, Belgia, Bułgaria, Czechy, Francja, Niemcy, Grecja, Węgry, Włochy, Litwa, Portugalia, Rumunia, Serbia, Słowacja, Słowenia, Hiszpania, Holandia, Polska).
Od 7 grudnia 2022 do Railpol należy polska Straż Ochrony Kolei zapewniająca bezpieczeństwo na polskiej sieci kolejowej zarządzanej przez PKP Polskie Linie Kolejowe. Ze względu na uwarunkowania prawne w zakresie funkcjonowania, Straż Ochrony Kolei nie mogła zostać wcześniej członkiem tej organizacji, realizując jednakże współpracę bez formalnego członkostwa.
Railpol stworzył 5 grup roboczych zajmujących się określonymi tematami lub problemami, usprawniając w ten sposób wymianę informacji, doświadczeń i technik operacyjnych. Są to m.in. grupy: ds. przestępczości i nielegalnej migracji, zwalczania terroryzmu, porządku publicznego i policyjnego badania wypadków kolejowych. Organizacja promuje partnerstwo publiczno-prywatne i dąży do ścisłej współpracy z zainteresowanymi stronami w środowisku kolejowym oraz z międzynarodowymi organizacjami ścigania, a także sieciami policyjnymi nadzorującymi infrastrukturę fizyczną w Europie.
W ramach Raipolu organizowane są ogólnoeuropejskie akcje zwalczania przestępczości związanej z ruchem kolejowym (24-Blue Rail Action Days, Rail Action Week).